# Індепенденс (Луїзіана)
Індепенденс (англ. Independence) — місто (англ. town) в США, в окрузі Танґіпаоа штату Луїзіана. Населення — 1635 осіб (2020).

## Географія
Індепенденс розташований за координатами 30°38′10″ пн. ш. 90°30′19″ зх. д. / 30.63611° пн. ш. 90.50528° зх. д. (30.636052, -90.505172).  За даними Бюро перепису населення США в 2010 році місто мало площу 5,90 км², з яких 5,89 км² — суходіл та 0,00 км² — водойми. В 2017 році площа становила 6,25 км², з яких 6,24 км² — суходіл та 0,00 км² — водойми.

## Демографія
Згідно з переписом 2010 року, у місті мешкало 1665 осіб у 642 домогосподарствах у складі 416 родин. Густота населення становила 282 особи/км².  Було 708 помешкань (120/км²).
Расовий склад населення:
| - 54,6 % — білих - 40,2 % — чорних або афроамериканців - 1,6 % — азіатів - 0,7 % — корінних американців |

До двох чи більше рас належало 2,5 %. Частка іспаномовних становила 4,4 % від усіх жителів.
За віковим діапазоном населення розподілялося таким чином: 27,0 % — особи молодші 18 років, 57,7 % — особи у віці 18—64 років, 15,3 % — особи у віці 65 років та старші. Медіана віку мешканця становила 36,0 року. На 100 осіб жіночої статі у місті припадало 87,1 чоловіків;  на 100 жінок у віці від 18 років та старших — 79,7 чоловіків також старших 18 років.
Середній дохід на одне домашнє господарство  становив 45 191 долар США (медіана — 31 681), а середній дохід на одну сім'ю — 47 521 долар (медіана — 26 250). За межею бідності перебувало 39,6 % осіб, у тому числі 65,6 % дітей у віці до 18 років та 15,6 % осіб у віці 65 років та старших.
Цивільне працевлаштоване населення становило 508 осіб. Основні галузі зайнятості: освіта, охорона здоров'я та соціальна допомога — 27,4 %, мистецтво, розваги та відпочинок — 13,0 %, будівництво — 11,4 %.